# Harastyán
Harastyán (horvátul: Donji Hrašćan) falu Horvátországban, Muraköz megyében. Közigazgatásilag Murakirályhoz tartozik.

## Fekvése
Csáktornyától 15 km-re keletre, Perlaktól 8 km-re északra az A4-es autópálya mellett fekszik.

## Története
A települést 1478-ban "Haraschan" néven említik először a Csáktornyához tartozó falvak felsorolásában. Nevét kiterjedt tölgyerdeiről kapta (a szláv hrast tölgyet jelent). Hunyadi Mátyás az uradalommal együtt Ernuszt János budai nagykereskedőnek és bankárnak adományozta, aki megkapta a horvát báni címet is. 1540-ben a csáktornyai Ernusztok kihalása után az uradalom rövid ideig a Keglevich családé, majd 1546-ban I. Ferdinánd király adományából a Zrínyieké lett. Az 1660-as egyházi vizitáció szerint 14 háztartása volt. 
Miután Zrínyi Pétert 1671-ben felségárulás vádjával halálra ítélték és kivégezték minden birtokát elkobozták, így a birtok a kincstáré lett.  1715-ben III. Károly a Muraközzel együtt gróf Csikulin Jánosnak adta zálogba, de a király 1719-ben szolgálatai jutalmául elajándékozta Althan Mihály János cseh nemesnek. 1786-ban a falunak 25 háza volt, melyben 29 család, összesen 181 lakos élt. Közülük 86 volt nő, 13 nemes és egy kézműves. 1791-ben gróf Festetics György vásárolta meg és ezután 132 évig a tolnai Festeticsek birtoka volt. 1828-ban 26 házban 206 lakos élt itt, egy protestáns kivételével mind katolikusok. 1857-ben 285 lakosa volt.
Vályi András szerint " Felső, és Alsó Hracsán. Elegyes faluk Szala Várm. Alsó Szent Györgynek filiája, amannak földes Ura G. Althán Uraság, ez Mossinecznek filiája, lakosai katolikusok, határjaik középszerűek."
1910-ben 458, zömében horvát lakosa volt. 1920 előtt Zala vármegye Perlaki járásához tartozott, majd a délszláv állam része lett. 1941 és 1945 között ismét Magyarországhoz tartozott. 2001-ben 508 lakosa volt.

## Nevezetességei
A Szent Család tiszteletére szentelt kápolnája a 19. században épült, de vannak akik a 18. századra teszik az építését. A pontos építési ideje nem ismert. A biedermeier korszakból származó két bécsi litográfia is díszíti, Mária megkoronázása és Szent Anna ábrázolása. Egyszerű rusztikus szószéke van.